# آفتاب (فیلم ۲۰۰۷)
آفتاب (انگلیسی: Sunshine) یک فیلم علمی–تخیلی و دلهره‌آور به کارگردانی دنی بویل است که در سال ۲۰۰۷ منتشر شد.

## داستان
سال ۲۰۵۷. کره زمین در معرض تهدیدی بزرگ قرار دارد. خورشید مانند گذشته قادر به گرم کردن کره زمین نیست و از این رو ادامه زندگی انسان‌ها نیز با خطر مواجه شده‌است. تنها یک راه امیدبخش برای تغییر وضعیت باقی مانده‌است و آن سفینه فضایی «ایکاروس ۲» است که به سوی خورشید می‌رود. هدف این مأموریت افزایش فعل و انفعالات درون خورشید به وسیله کلاهک‌های هسته ای است تا با بازفعال نمودن انرژی انفجارهای خورشیدی، زمین را از مرگ نجات دهند. هفت سال قبل سفینه «ایکاروس ۱» به همین منظور راهی سفر شد ولی مأموریتش ناکام ماند …

## پخش در ایران
در جمعه ۲۱ مرداد ۱۳۹۰، شبکه چهار صدا و سیما این فیلم را با عنوان «نور خورشید» و با دوبله پارسی، به‌همراه یک ویدئوی ۱۰ دقیقه‌ای راجع به فیلم تهیه‌شده توسط خود شبکه، شامل نظر منتقدان نسبت به آن، چگونگی ساخت آن، صحنه‌هایی از پشت صحنه، و اشاره و توضیح راجع به چند فیلم تاثیرگذاشته روی آن مانند ادیسه فضایی، سولاریس و بلید رانر پخش‌کرد؛ سپس باردیگر در ۱۱ دی ۱۳۹۳ از شبکه نمایش همراه آن ویدئو بازپخش شد. بعضی دیالوگ‌های فیلم که به خدا اشاره می‌کردند در دوبله فارسی تغییر یافته‌اند.
وب‌سایت رجا نیوز یک روز پس از نمایش این فیلم، به نمایش آن به دلیل محتوا و مضامین مذهبی پنهان درون فیلم، اعتراض کرد و آن را جزو فیلم‌های «ضد دین» و «کفراندیشانه» دسته‌بندی کرد.

## تولید

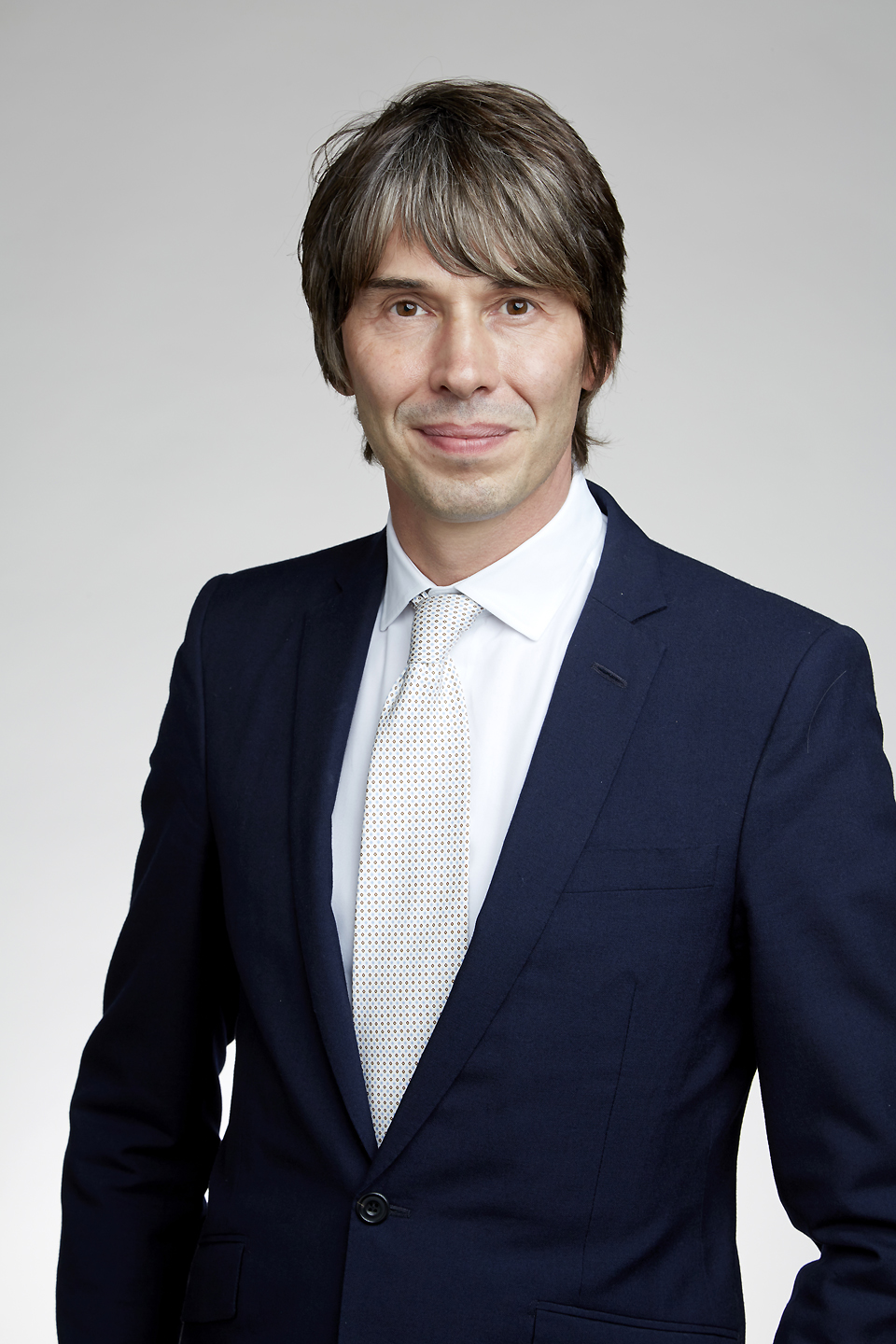
پروفسور برایان کاکس، ۲۰۱۶

برایان کاکس، فیزیک‌دان ذرات اهل انگلستان و عضو انجمن سلطنتی و استاد دانشگاه منچستر، برای مشاوره به سازندگان فیلم و آشنا کردن بازیگران فیلم با فیزیک خورشید استخدام شده بود.

## بازیگران
- کیلین مورفی در نقش رابرت کاپا، فیزیکدانی که راه‌اندازی دستگاه عظیم بمب ستاره‌ای را بر عهده دارد. مورفی شخصیت کاپا را یک غریبهٔ ساکت توصیف می‌کند. دلیلش این است که در آن جمع فقط کاپا روش کار و مقیاس واقعی عملکرد بمب ستاره‌ای را می‌فهمد.[۶] مورفی برای ایفای این نقش، از راهنمایی برایان کاکس (فیزیک‌دان) بهره گرفت.[۷] کاکس عملکرد مورفی در فیلم را درخشان توصیف کرد و نمایش او از شخصیت فیزیکدان را ستود.[۸] مورفی برای کسب اطلاعات بیشتر در مورد فیزیک پیشرفته و تقلید بهتر رفتار و شخصیت یک فیزیکدان، به همراه کاکس به سازمان اروپایی پژوهش‌های هسته‌ای در سوئیس رفت.[۹] او همچنین برای درک بهتر تعلیقی که مد نظر کارگردان بود از فیلم مزد ترس کمک گرفت.[۱۰] مورفی می‌گوید مشارکت در این پروژه باعث شد که باورش از ندانم‌گرایی به خداناباوری تغییر کند.[۱۱]
- کریس ایوانز در نقش جیمز مِیس، مهندس. ایوانز شخصیت میس را فردی با خانواده و پیشینهٔ نظامی توصیف کرده‌است. او میس را خشک و از نظر اخلاقی شخصیتی معمولی می‌داند. ایوانز عقیده دارد میس بسیار خونسرد و منطقی است که باعث می‌شود در موقعیت‌های بحرانی عملکرد نسبتاً مناسبی داشته باشد.[۱۲]
- رز بیرن در نقش کَسی، خلبان سفینهٔ فضایی. بازی بیرن در فیلم تروآ (۲۰۰۴) باعث شد دنی بویل او را برای نقش‌آفرینی در فیلم آفتاب انتخاب کند.[۱۳] بیرن کَسی را احساسی‌ترین خدمهٔ سفینه توصیف می‌کند که درونیاتش را از دیگران مخفی نمی‌کند.
- میشل یئو درنقش کورِیزن، زیست‌شناسی که از «باغ اکسیژن» سفینه نگهداری می‌کند. بویل، یئو را به‌خاطر بازیش در فیلم‌های فردا هرگز نمی‌میرد (۱۹۹۷)[۱۲] و خاطرات یک گیشا (۲۰۰۵)[۱۴] برای نقش‌آفرینی در فیلم آفتاب انتخاب کرد. یئو شخصیت کوریزن را روحانی توصیف می‌کند و پس‌زمینهٔ آسیایی و این که همواره با چیزهای ارگانیک احاطه شده بوده را دلیل بی‌پیرایگی و خاکی بودن او می‌داند.[۱۵] با ویران شدن باغ اکسیژن، کوریزن هم از نظر عاطفی ویران می‌شود و تا انتهای فیلم شخصیتی بی‌روح و بدبین را به نمایش می‌گذارد.
- کلیف کرتیس در نقش سِرِل، پزشک و روانشناس. او شیفتهٔ خورشید است و بدون هیچ ابزار محافظت‌کننده‌ای به آن خیره می‌شود. این شخصیت ابتدا در فیلمنامه به‌عنوان یک «انگلیسی کمی جدی» نوشته شده بود.[۱۲] کرتیس با مطالعهٔ فیلمنامه به این نقش و همکاری با دنی بویل علاقه‌مند شد.[۱۶] آشنایی بویل با کرتیس به‌واسطهٔ بازیش در فیلم‌های روز تعلیم (۲۰۰۱) و سوارکار نهنگ (۲۰۰۲) بود[۱۷] و نمایش کرتیس در تست بازیگری به نظر بویل آنقدر قوی آمد که این نقش را به او واگذار کند.[۱۲] کرتیس در ابتدا برای ایفای نقش، رویکردی درونگرایانه داشت اما بعدتر به‌خاطر جدی بودن مأموریت، جنبه‌های نظامی و علمی شخصیت سرل را برجسته‌تر کرد. او شخصیت‌های سرل و پین‌بیکر را دوروی یک سکه می‌داند و در مورد شباهت‌ها و تفاوت‌ها آن‌ها می‌گوید: سرل به‌خاطر یک هدف والاتر عقاید و زندگی خودش را فدا می‌کند در حالی که پین‌بیکر به جایی رسیده که باور پیدا کرده حق با اوست و می‌خواهد دنیا را فدای اعتقاداتش کند.[۱۶]
- تروی گاریتی در نقش هاروی، افسر ارتباطات و معاون فرمانده. دنی بویل با کارهای قبلی گاریتی آشنا نبود اما ملاقات با او باعث شد متقاعد شود که او مناسب ایفای نقش افسر هاروی است. گاریتی، هاروی را تنها عضو گروه توصیف می‌کند که دلتنگ خانواده‌اش در زمین است و تلاش می‌کند این واقعیت را از دیگران مخفی کند.[۱۲]
- هیرویوکی سانادا در نقش کانِدا، فرماندهٔ سفینه. نقش کاپیتان در فیلمنامه، ابتدا ملیت آمریکایی داشت اما بویل پس از مطالعهٔ نظرات دانشمندان و کارشناسان فضایی، ملیت آن نقش را به ژاپنی تغییر داد.[۱۸] بویل بازی سانادا را در سامورایی گرگ‌ومیش (۲۰۰۲) دیده بود و زمانی که به‌دنبال بازیگری می‌گشت تا نقش فرماندهٔ آسیایی سفینه را به او بسپارد، وونگ کار وای سانادا را به او پیشنهاد کرد.[۱۹] نام این شخصیت در آغاز «کانادا» بود اما سانادا از بویل در خواست کرد نام را به «کانِدا» که یک اسم ژاپنی متداول است تغییر دهد. این دومین نقش انگلیسی‌زبان سانادا در سینما بود. سانادا انگیسی را با لهجهٔ بریتانیایی صحبت می‌کرد اما در ارتباط با بقیهٔ شخصیت‌ها و برای واقعی‌تر نشان دادن کاندا به‌عنوان یک عضو ناسا، سعی کرد نقش را با لهجهٔ آمریکایی اجرا کند.[۱۸]
- بندیکت وانگ در نقش ترِی، هدایتگر. بویل بازی وانگ را در چیزهای زیبای کثیف (۲۰۰۲) دیده بود. ترِی پیش‌تر یک کودک نابغه بوده که با نوشتن یک ویروس، یک ششم کامپیوترهای دنیا را از کار انداخته‌است. به همین دلیل در برنامهٔ فضایی استخدام شده تا نبوغش در جای سودمندتری استفاده شود.
- چیپو چانگ گویندهٔ صدای سفینهٔ ایکاروس. کامپیوتر سفینهٔ ایکاروس ۲، با گویش انگلیسی طبیعی با خدمهٔ سفینه ارتباط برقرار می‌کند. خدمه از او سؤال می‌پرسند، به او دستور می‌دهند و به‌روزرسانی وضعیت و هشدارها را به صورت شفاهی دریافت می‌کنند، گویی با یک انسان صحبت می‌کنند.
- مارک استرانگ در نقش پین‌بیکر، فرماندهٔ آدمکش ایکاروس ۱، اولین سفینه‌ای که برای فعال کردن دوبارهٔ خورشید فرستاده شد. شخصیت پین‌بکر از گروهبان پین‌بک در فیلم ستاره تاریک (۱۹۷۴) الهام گرفته شده‌است.[۲۰] سوختگی‌های بدشکل صورت و بدن این شخصیت ملهم از جراحاتی است که نیکی لائودا قهرمان سانحه دیدهٔ فرمول ۱ از آن‌ها رنج می‌بُرد. بویل شخصیت پین‌بیکر را تجسمی از بنیادگرایی توصیف می‌کند.[۲۱] او همچنین حضور «بالقوه غیر واقعی» پین‌بیکر در فیلم را به‌عنوان چیزی که الگوی واقع‌گرایی را در هم می‌شکند توصیف می‌کند. مشابه صحنه‌ای از فیلم رگ‌یابی (ساختهٔ خودش) که در آن، یوان مک‌گرگور در کاسهٔ توالت غوطه‌ور می‌شود.[۲۲]
- پالوما بائسا در نقش خواهر کاپا

## جوایز و نامزدی‌ها
این فیلم در سالهای ۲۰۰۷ و ۲۰۰۸ نامزد دریافت چندین جایزه شد و جایزهٔ ایندیپندنت اسپیریت بریتانیا برای «بهترین دستاورد فنی» را دریافت کرد.
| جایزه                                         | رشته                               | نامزد                                            | نتیجه    |
| --------------------------------------------- | ---------------------------------- | ------------------------------------------------ | -------- |
| جایزه فیلم ایندیپندنت اسپیریت بریتانیا (۲۰۰۷) | بهترین دستاورد فنی                 | مارک تِلدِسلی                                      | برنده    |
| جایزه فیلم ایندیپندنت اسپیریت بریتانیا (۲۰۰۷) | بهترین بازیگر مرد                  | کیلین مورفی                                      | نامزدشده |
| سیزدهمین دوره جایزه امپایر                    | بهترین فیلم بریتانیایی             | ————                                             | نامزدشده |
| سیزدهمین دوره جایزه امپایر                    | بهترین علمی تخلیلی/خیال‌پردازی      | ————                                             | نامزدشده |
| جایزه فیلم بریتانیایی ایونینگ استاندارد       | بهترین موسیقی فیلم                 | جان مورفی                                        | نامزدشده |
| جایزه فیلم بریتانیایی ایونینگ استاندارد       | بهترین دستاورد فنی                 | کریس گیل، آلوین کوشلر                            | نامزدشده |
| پنجمین دوره جایزه فیلم و تلویزیون ایرلندی     | بهترین هنرپیشهٔ نقش اصلی            | کیلین مورفی                                      | نامزدشده |
| جایزه حلقه منتقدان فیلم لندن (۲۰۰۷)           | کارگردان بریتانیایی سال            | دنی بویل                                         | نامزدشده |
| جایزهٔ جامعهٔ منتقدان فیلم لاس وگاس             | بهترین فیلم                        | ————                                             | نامزدشده |
| جشنواره فیلم لس آنجلس                         | فیلم معرفی شد                      | ————                                             | نامزدشده |
| جایزه ستلایت (۲۰۰۷)                           | بهترین کارگردان هنری و طراحی تولید | مارک تلدسلی، گری فریمن، استیون موراهان، دنیس شنِگ | نامزدشده |
| سی و چهارمین دوره جایزه ساترن                 | بهترین فیلم علمی تخیلی             | ————                                             | نامزدشده |